# NGC 5569
NGC 5569 ist eine Balkenspiralgalaxie vom Hubble-Typ SAB(rs)cs? im Sternbild Jungfrau am Nordsternhimmel. Sie ist rund 79 Millionen Lichtjahre von der Milchstraße entfernt und hat einen Durchmesser von etwa 35.000 Lichtjahren.

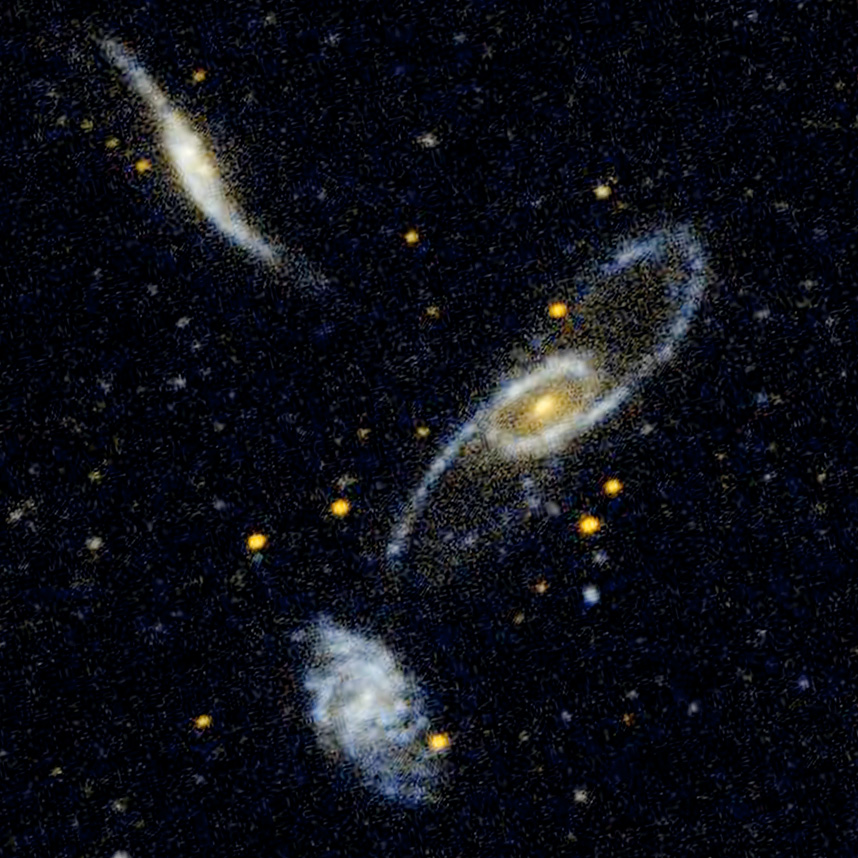
Die Galaxien NGC 5560 (oben), NGC 5566 (in der Mitte) und NGC 5569 (unten) aufgenommen von Galaxy Evolution Explorer

Gemeinsam mit den Galaxien NGC 5560 und NGC 5566 bildet sie ein interaktives Trio, das unter dem Namen Arp 286 bekannt ist. Halton Arp gliederte seinen Katalog ungewöhnlicher Galaxien nach rein morphologischen Kriterien in Gruppen. Dieses Galaxienpaar gehört zu der Klasse Doppelgalaxien mit Einströmung und Anziehung.
Die Galaxie wurde am 26. April 1849 vom irischen Astronomen George Johnstone Stoney entdeckt.